# Alois Grendelmeier
Alois Grendelmeier, né le 19 septembre 1903 à Zurich et mort le 19 janvier 1983 à Küsnacht, est une personnalité politique suisse, membre de l'Alliance des Indépendants.

## Biographie
Il passe sa maturité fédérale puis suit des études de droit à Zurich, Rome et Paris avant de revenir dans sa ville natale pour obtenir son doctorat à l'université de Zurich en 1922 ; il est ensuite avocat en 1930, puis membre suppléant au tribunal de cassation dès 1944.
Sur le plan politique, il fait partie des membres fondateurs de l'Alliance des indépendants dont il préside la section cantonale dès 1943. Élu au Conseil national de 1949 à 1963, il se fait connaitre pour son avis en faveur du suffrage féminin et de la protection de l'environnement, en particulier lors des débats sur l'initiative populaire « pour la protection des sites depuis la chute du Rhin jusqu'à Rheinau ».
Sa fille, Verena Grendelmeier, également élue au Conseil national doit défendre la mémoire de son père en 1998, lorsque celui-ci est accusé par les autorités américaines d'avoir collaboré avec le Troisième Reich, accusation reprise dans plusieurs médias nationaux.